# پی گرگ
پی گرگ یک ستاره است که در صورت فلکی گرگ قرار دارد.